# Karkonosze Jelenia Góra
Karkonosze Jelenia Góra – polski klub piłkarski z siedzibą w Jeleniej Górze, założony w listopadzie 1953 roku. W sezonie 2025/2026 występuje w III lidze, gr. III.

## Historia
- 1952: założenie klubu Jeleniogórski Klub Sportowy "Unia" Jelenia Góra (sekcja piłki nożnej powstaje na początku 1953 roku)
- 1957: połączenie JKS "Unia" z Międzyspółdzielczym Kołem Sportowym "Start" Jelenia Góra ---> powstaje Jeleniogórski Klub Sportowy "Świt"
- 1960.08.05: połączenie JKS "Świt" z Wojskowym Klubem Sportowym "Kabewiak" Jelenia Góra ---> powstaje Cywilno Wojskowy Klub Sportowy "Karkonosze"
- 1968.01.21: połączenie CWKS "Karkonosze" z Wojskowym Klubem Sportowym "Polonia" Jelenia Góra ---> powstaje WKS "Dolnoślązak"
- 1969: zmiana nazwy na Międzyzakładowy Klub Sportowy "Dolnoślązak"
- 1974.07.17: połączenie OTKKF "Chemik" Jelenia Góra z MZKS "Dolnoślązak" ---> powstaje MZKS "Karkonosze"
- początek sezonu 1995/96: zmiana nazwy na "Karkonosze - Kem-Bud"
- początek sezonu 1996/97: zmiana nazwy na Miejski Klub Sportowy "Kem-Bud"
- początek sezonu 1998/99: zmiana nazwy na Jeleniogórski Klub Sportowy (JKP)
- 1999.07.06: zmiana nazwy na Miejski Klub Sportowy "Progres"
- 2004.01.17: zmiana nazwy na  Miejski Klub Sportowy "Karkonosze"[2]

## Stadion oraz władze klubu
- Pojemność stadionu: 1558 miejsc (1558 siedzących) / boisko - 110 m x 65 m
- Prezes: Marek Siatrak
- Kierownik drużyny: Mariusz Firmanty[3]
- Trener: Zbigniew Smółka[4]

## Osiągnięcia
Osiągnięcia w II lidze:
- 10. miejsce w sezonie 1997/1998
- 12. miejsce w sezonie 1998/1999

Osiągnięcia w III lidze:
- 2. miejsce w sezonie 1976/1977
- 6. miejsce w sezonie 1977/1978
- 10. miejsce w sezonie 1978/1979
- 12. miejsce w sezonie 1981/1982
- 6. miejsce w sezonie 1994/1995
- 5. miejsce w sezonie 1995/1996
- 1. miejsce w sezonie 1996/1997
- 18. miejsce w sezonie 1999/2000
- 11. miejsce w sezonie 2014/2015
- 15. miejsce w sezonie 2015/2016
- 17. miejsce w sezonie 2021/2022
- 12. miejsce w sezonie 2023/2024

Osiągnięcia w IV lidze:
- 2. miejsce w sezonie 2001/2002
- 8. miejsce w sezonie 2002/2003
- 6. miejsce w sezonie 2003/2004
- 18. miejsce w sezonie 2004/2005
- 12. miejsce w sezonie 2007/2008
- 7. miejsce w sezonie 2008/2009
- 8. miejsce w sezonie 2009/2010
- 8. miejsce w sezonie 2010/2011
- 6. miejsce w sezonie 2011/2012
- 5. miejsce w sezonie 2012/2013
- 2. miejsce w sezonie 2013/2014
- 6. miejsce w sezonie 2016/2017
- 8. miejsce w sezonie 2017/2018
- 8. miejsce w sezonie 2018/2019
- 3. miejsce w sezonie 2019/2020
- 1.miejsce  w sezonie 2020/2021 (awans do III ligi po barażach z Lechią Dzierżoniów)
- 1. miejsce w sezonie 2022/2023 (awans do III ligi po barażach ze Słowianinem Wolibórz)

Osiągnięcia w klasie okręgowej:
- 6. miejsce w grupie jeleniogórskiej w sezonie 2005/2006
- 1. miejsce w grupie jeleniogórskiej w sezonie 2006/2007

Puchar Polski:
- 1/4 finału Pucharu Polski w sezonie 1961/1962
- II runda Pucharu Polski w sezonie 1999/2000
- II runda Pucharu Polski w sezonie 2003/2004

## Trenerzy
- Zdzisław Radziszewski - ? - styczeń 2006
- Dariusz Michałek - luty 2006 - ?
- Andrzej Buski - styczeń 2007 - marzec 2007
- Artur Seta - marzec 2007 - czerwiec 2007
- Leszek Dulat - lipiec 2007 - wrzesień 2009
- Marek Herzberg - wrzesień 2009 - lipiec 2010
- Tomasz Lizak - lipiec 2010 - wrzesień 2010
- Artur Milewski - wrzesień 2010 - czerwiec 2016
- Marek Siatrak - lipiec 2016 - czerwiec 2018
- Aleksiej Tiereszczenko - lipiec 2018 - listopad 2018
- Krzysztof Pietrzyk - listopad 2018 - czerwiec 2019
- Ołeksandr Szeweluchin - 13 lipca 2019 - 18 października 2021[potrzebny przypis]
- Jacek Kołodziejczyk - 18 października 2021 - 14 kwietnia 2024[5]
- Zbigniew Smółka - 15 kwietnia 2024 - obecnie[4]